# سوترابيل
شركة النقل عبر الأنابيب أو سوترابيل هي شركة خفية الإسم مدرجة ببورصة تونس و مقرها المركز العمراني الشمالي. تأسست شركة النقل بواسطة الأنابيب بتاريخ 26 سبتمبر 1979 ويتمثل نشاطها في نقل جميع أنواع المحروقات عبر تونس.